# Kastenauerbach
Der Kastenauerbach, selten auch Kastenauergraben, ist ein kleiner Bachlauf im nördlichen Flachgau, nahe der Grenze zum Bezirk Braunau. Er ist ein linker Nebenbach der Oichten.

## Geographie

### Verlauf
Der Kastenauerbach entspringt beim Weiler Kastenauer (Gemeinde Nußdorf am Haunsberg) als natürlicher Abfluss eines kleinen Teichs. Von dort fließt der Bach kurz nach Westen, bevor er einen kurzen Bogen in südliche Richtung macht und seine Fließrichtung anschließend wieder nach Westen ändert. Ab hier fließt der Bach recht geradlinig und nimmt von links einen kleinen Graben auf, der von der Ortschaft Durchham (Gemeinde Nußdorf am Haunsberg) zufließt. Nun fließt der Bach parallel zum Rudersbergerbach und ist hierbei nur wenige Meter von der Grenze zwischen Oberösterreich und Salzburg entfernt. Auf seinen letzten 500 Metern fließt der Kastenauerbach geradlinig in westliche Richtung und mündet mit einer Länge von gut einem Kilometer wenig unterhalb des Rudersbergerbachs von links in die Oichten.

### Zuflüsse
Einziger Nebenfluss des Kastenauerbachs ist ein kleiner Graben, der nahe des Weilers Durchham entspringt. Wie die meisten kleineren Gewässer in dieser Gegend führt dieser jedoch nicht über das ganze Jahr Wasser.